# オスマン・マムルーク戦争 (1485年-1491年)
オスマン・マムルーク戦争（オスマン・マムルークせんそう）は1485年から1491年まで行われた戦争。オスマン帝国がアナトリアとシリアのマムルーク朝の領土に侵入した。この戦争は、オスマン帝国による中東の覇権獲得の過程においては避けられないものだった。

何度かの戦闘の後、戦争は膠着状態になり、平和条約が1491年に調印され、戦争前の原状が回復された。この平和は次のオスマン・マムルーク戦争 (1516年-1517年) の勃発まで続いた。その戦争でオスマン帝国はマムルーク朝を征服した。

## 背景
オスマン帝国とマムルーク朝の関係は敵対的だった。どちらの国も香辛料貿易の支配をめぐって争っており、さらにオスマン帝国は最終的にイスラム教の聖地を手中に収めることも狙っていた。しかし両国の間にはカラマン侯国、白羊朝、ラマダン朝、ドゥルカディル侯国などトルクメン人（オグズ）が支配する緩衝国家によって隔てられていた。それにもかかわらず、ヴェネツィアの歴史家ドメニコ・マリピエロおよびオスマン帝国の年代記者トゥルスン・ベイによれば、早くも1468年に、メフメト2世がシリア・マムルーク朝に対して遠征を計画していた。これは白羊朝のウズン・ハサンとカラマン侯国が協力を拒否したことで実行できなかった。このことはのちに、メフメトによる侵略と最終的なカラマンの併合につながった。
バヤズィト2世が1481年にオスマン帝国の帝位に即いたとき、彼の弟であるジェム・スルタンはアナトリアで大きな支持を得て、玉座をめぐる両者の争いが起きた。戦闘で敗北したジェムは、最初にラマダン朝に逃れ、そこからさらにマムルーク朝へと渡った。マムルーク朝はジェムを受け入れはしたが、彼に軍事的支援を与えることは拒否した。にもかかわらず、これはバヤズィト2世の敵意をかき立てた。さらに、オスマン帝国の大使が、インドから派遣された大使とスルタンへの贈り物と同行していたにもかかわらず、デカン高原からの帰国途上でマムルーク朝によって囚われたことで、バヤズィトはさらに敵対心をかき立てられた。

## 戦争
ドゥルカディル侯国の統治者であるボズクルト（別名Alaüddevle）がバヤズィト2世の支援を得てマムルーク朝のマラティヤ市を攻撃したことで戦争が始まった。マムルーク朝は反撃し、彼らは最初の戦いに敗北したが、最終的にはボズクルトとその同盟国のオスマン帝国を破った。

### 1485年のオスマン攻勢
バヤズィト2世は1485年にマムルーク朝に対して、陸海で攻撃を開始した。カラマンの新太守であるカラゴズ・メフメド・パシャに率いられたオスマン帝国軍は、主に地方から集められた部隊で編成されており、反抗的なトゥルグル（Turgudlu）とヴァサック（Vasak）部族を鎮圧し、キリキアで多数の城砦を占領した。カラゴズ・メフメドの軍隊は、1486年2月9日のアダナ郊外の戦いでマムルーク朝に敗れた。イェニチェリを含むイスタンブールからの援軍は、彼の義理の息子ヘルセクザーデ・アーメド・パシャの下でバヤズィトによって派遣されたが、オスマン帝国軍は3月15日に再びアダナの前で敗北した。カラゴズ・メフメドは戦場から逃亡し、ヘルセクザーデ・アーメドは捕虜となり、キリキアはマムルーク朝の支配下に戻った。

### 1487年のオスマン攻勢
1487年に、オスマン帝国は再び艦隊とドゥルカディル軍に支援され、大宰相コカ・ダヴド・パシャ（Koca Davud Pasha）が率いる多数の正規軍とイエニチェリからなる大軍を送った。しかし、ダヴド・パシャはマムルーク朝に対する作戦は行わず、その代わりに戦力を集中させてトゥルグル族とヴァサック族による反乱を鎮圧して、後方の安全を確保した。

### 1488年のオスマン攻勢

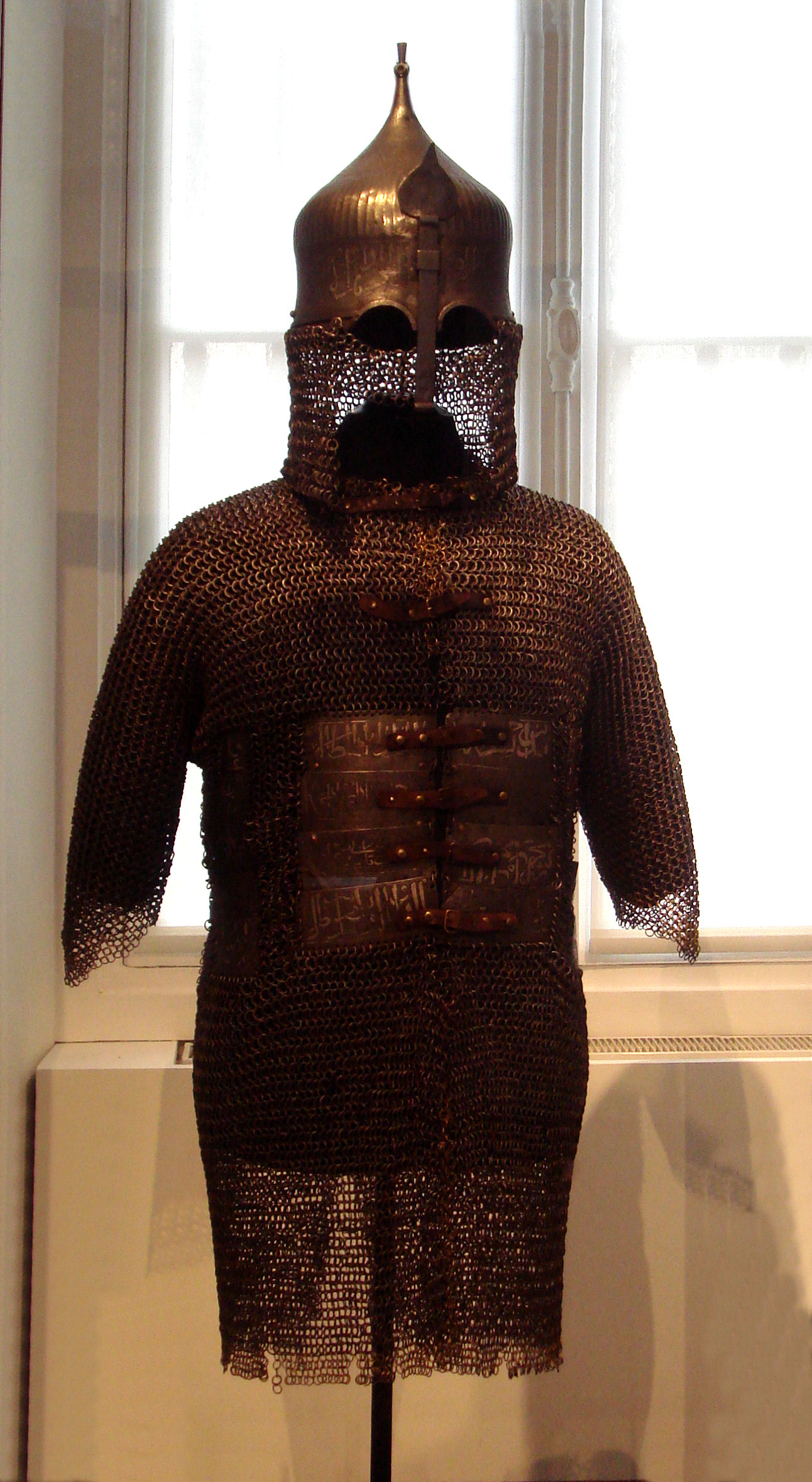
オスマン帝国の鎧（1480-1500）、アルメ美術館 。

1488年、オスマン帝国は陸と海の両方から大規模な攻撃を開始した。海軍は虜囚から解放されたヘルセクザーデ・アーメド・パシャが率い、陸軍はルメリア総督であるハディム・アリ・パシャが率いていた。この機会に、オスマン帝国はヴェネツィア共和国に対してキプロス島のファマグスタ港の使用を要請したが、ヴェネツィアは要求を拒否し、艦隊をキプロスに派遣してオスマン帝国の上陸を防いだ。マムルークもまた、イタリアからの海軍の援助を求めたが、同様に断られた。オスマン帝国の艦隊はその後、シリアから出てきたマムルーク軍を迎撃することを狙ってイスケンデルンに移動し、オスマン軍は約6万人の軍隊でキリキアの支配を確保した。しかし、大嵐が艦隊を破壊し、マムルーク朝はキリキアに進撃することができた。2つの軍は1488年8月26日にアダナ近くのAğaçarıyıで遭遇した。当初、オスマン帝国は左翼では前進できたが、右翼では押されて後退した。カラマン兵が戦場から逃げ出したとき、オスマン帝国軍は撤退を余儀なくされ、マムルーク朝が勝利した。 
オスマン帝国軍は再編成のためにカラマンに撤退したが、トルクメン諸族の攻撃により多くの犠牲者を出した。その地方の司令官のほとんどはコンスタンティノープルに呼び戻され、ルメリ・ヒサルに投獄された。その間、マムルーク朝はアダナを包囲し、それは3か月後に落ちた。ヘルセクザーデ・アーメド・パシャはマムルーク朝の分遣隊を破って小さな勝利を収めることができたが、キリキアはしっかりとマムルーク朝によって保持されていた。さらに重要なことに、それまでオスマン帝国と同盟していた、トルクメン諸勢力が、ボズクルトをはじめとして、マムルークとの関係改善に目を向け始めた。これによって両勢力の境界に沿って、一連の緩衝地帯が回復した。

### 1490年のマムルーク攻勢
1490年に、マムルーク朝は再び攻勢に戻り、カラマンに進み、カイセリを包囲した。しかし、ヘルセザデ・アーメド・パシャが救援軍を率いて彼らに向かって進軍するとすぐに、彼らは包囲を解いてキリキアに戻った。この時までに、マムルーク朝は戦争とその重い財政的負担にうんざりしていたが、オスマン帝国も彼らに向けた十字軍が派遣される可能性を憂慮していた。両大国は勝ち負けのはっきりしない紛争の解決を強く望んでいた。トロス山脈のギュレック峠（キリキアの狭門）を相互の境界と定め、キリキア平原をマムルーク朝に委ねる条約が調印された。

### 分析
オスマン帝国は海でマムルーク朝に勝つことができた。しかし陸上ではマムルーク朝がオスマン帝国を押さえ込めた。これはアナトリアとシリアの一連の要塞と、エルビスタンとマラシュを中心とするボズクルト率いるドゥルカディル侯国という緩衝国家の存在によるものである。軍事力はオスマン帝国の方が強力だったが、それは内部の不和とスルタン・バヤズィト2世がコンスタンティノープルに留まったままだったことによる強力なリーダーシップの欠如によって弱められていた。
戦争中、マムルーク軍は通常の軍隊に加えて華麗な遊牧騎兵の使用が特徴的だった。一方、オスマン軍は通常の軍隊のみを用いており、軽騎兵と歩兵部隊を組み合わせていた 。

### スペインとナスル朝への影響
グラナダのナスル朝はスペイン人の攻勢を受けたためオスマン帝国の援助を求めたが、スルタン・バヤズィトはオスマン帝国とマムルーク朝の紛争のために限られた支援しか送れなかった。それでも、ナスル朝とオスマン帝国の同盟は確立され、ケマル・レイスの指揮する艦隊はスペイン沿岸に派遣されてナスル朝を支援した。オスマン帝国の支援の不十分さは、1492年のグラナダ陥落の原因の一つだった。

## 余波
最終的には飢饉と疫病の蔓延により、1491年5月に平和条約が調印された。マムルーク朝はオスマン帝国に対抗しうる強力な存在であり続けたが、財政的には疲弊していた。この二大勢力の境界線は基本的には変更されなかった。
オスマン帝国とマムルーク朝の間の対立は16世紀初頭、膠着状態のままだった。マムルーク朝の勢力は1505年からポルトガルのインド洋への侵入によって厳しい挑戦を受け、マムルーク朝の伝統的な貿易ルートと主要な収入源が脅かされた。そして壊滅的なポルトガル・マムルーク海上戦争につながる。オスマン帝国は次なるオスマン・マムルーク戦争 (1516年-1517年) によって、1517年にマムルーク朝の領域とインド洋での争いを最終的に引き継ぐことになった。